# Apodrassodes chula
Apodrassodes chula är en spindelart som beskrevs av Antonio D. Brescovit och Arno Antonio Lise 1993. Apodrassodes chula ingår i släktet Apodrassodes och familjen plattbuksspindlar. Inga underarter finns listade i Catalogue of Life.